# تبر (فريدون شهر)
تبر (بالفارسية: تبر) هي قرية تقع في قسم بشتكوة موغوئي الريفي في إيران. يقدر عدد سكانها بـ 17 نسمة بحسب إحصاء 2016.